# Fred Kaan
Frederik „Fred“ Herman Kaan (* 27. Juli 1929 in Haarlem; † 4. Oktober 2009 in Penrith, Cumbria) war niederländischer Pfarrer und Gesangbuchautor.
Kaan wuchs in Utrecht auf und entwickelte gegen Ende des Zweiten Weltkrieges eine christlich-pazifistische Einstellung. Seit 1955 war er als Pfarrer in verschiedenen reformierten Gemeinden in Großbritannien tätig, unter anderem in Barry (Wales), Plymouth und Swindon. Er war einer der Mitarbeiter am ökumenischen Gesangbuch „Cantate Domino“ (1974). In den Jahren 1968 bis 1978 war er Generalsekretär des Weltverbandes der Reformierten Kirchen in Genf.
Er war der Textdichter zahlreicher englischsprachiger Kirchenlieder, die zum Teil auch in andere Sprachen übersetzt wurden, unter anderem Let us talents and togues employ, das unter dem deutschen Text „Kommt mit Gaben und Lobgesang“ (EG 229) bekannt ist. Die Melodie dazu stammt von der befreundeten Doreen Potter.
Fred Kaan war Mitarbeiter in der Christlichen Friedenskonferenz.